# Олендзский, Иосиф Фадеевич
Иосиф Фадеевич (Фаддеевич) Олендзский — российский медик, статский советник, профессор фармакологики в Императорской Санкт-Петербургской медико-хирургической академии, главный доктор 2-го военно-сухопутного госпиталя в Петербурге.

## Биография
Иосиф Олендзский родился в 1809 году.  Высшее образование он получил в Санкт-Петербургской медико-хирургической академии, которую окончил в 1834 году, со степенью лекаря
. 
В 1835 году Иосиф Фадеевич Олендзский был назначен исправляющим должность адъюнкт-профессора фармакологии в Петербургской академии и определён в Санкт-Петербургский военно-сухопутный госпиталь; в 1837 году удостоен звания магистра хирургии и в том же году командирован на два года за границу, вернувшись откуда, был назначен в 1840 году экстраординарным профессором академии и врачом во 2-й военно-сухопутный госпиталь.
В 1844 году удостоен степени доктора медицины, а в 1846 году назначен помощником главного доктора того же госпиталя, где и проработал до самой смерти.
Ему принадлежат: «De uteri hydatilibus, propriam observationem et pathologici producta effigiem exhibens» (докторская диссертация), СПб. 1844 г.; Прижигания простых изъязвлений маточной шейки («Зап. Дуб.», 1844 г., 3, 1, 35); Нынешнее состояние фармации («Военно-медицинский журнал», 1845 г., ч. 45, кн. I, II, III); Разбор Горянинова Фармакодинамики на Демидовскую премию («22-е присуждение Демидовских наград», 1853 г., стр. 107—132); Разбор Вальтера Анатомия на премию Загорского («Medicinisclie Zeitung in Russland», 1853 г. стр. 254).
Иосиф Фадеевич Олендзский скончался 20 февраля (3 марта) 1856 года в Санкт-Петербурге.